# Johannes Bärner
Johannes Bärner (* 6. Januar 1900 in Großenhain; † nicht ermittelt) war ein deutscher Biologe und Hochschullehrer.

## Leben und Werk
Nach dem Schulbesuch studierte er und promovierte an der Friedrich-Wilhelms-Universität Berlin zum Dr. phil. Danach trat er in den Staatsdienst ein und wurde Regierungsrat an der Biologischen Reichsanstalt für Land- und Forstwirtschaft Berlin-Dahlem. Nach dem Zweiten Weltkrieg war er als Wissenschaftlicher Rat und Bibliotheksleiter weiterhin an der nun in Biologische Bundesanstalt für Land- und Forstwirtschaft umbenannten Reichsanstalt tätig. Daneben war er Lehrbeauftragter an der Freien Universität Berlin. Er war spezialisiert auf Phytopathologie, Pflanzenschutz und Nutzhölzer.

## Schriften (Auswahl)
- Serodiagonstische Verwandtschaftsforsuchungen innerhalb der Geraniales, Sapindales, Phamnales und Malvales. Stuttgart 1927.
- (mit Burghard Helwig): Beiträge zur serologischen Systematik der Pflanzen. Stuttgart 1927.
- (Mitautor): Englisch – deutsche botanische Terminologie : eine Einführung in die im Deutschen und Englischen in der Botanik, einschließlich Pflanzenphysiologie, Ökologie, Vererbungslehre und Pflanzenpathologie gebräuchlichen Ausdrücke. 1938.
- Die Nutzhölzer der Welt. Bände 1–3, J. Neumann, Neudamm 1942.
- Literaturquellen und ihre Kürzungen aus der Bibliographie der Pflanzenschutzliteratur. Berlin-Dahlem 1958.